# Harry Potter i el pres d'Azkaban
|  | Aquest article tracta sobre el llibre. Si cerqueu la pel·lícula, vegeu «Harry Potter i el pres d'Azkaban (pel·lícula)». |

Harry Potter i el pres d'Azkaban (anglès: Harry Potter and the Prisoner of Azkaban) és una novel·la fantàstica escrita per l'escriptora britànica J. K. Rowling i és la tercera de la sèrie de Harry Potter. El llibre segueix a Harry Potter, un jove bruixot, en el seu tercer any a l'Escola Bruixeria Hogwarts. Juntament amb els amics Ronald Weasley i Hermione Granger, en Harry investiga en Sirius Black. Aquest és un pres que s'ha escapat d'Azkaban, la presó dels bruixots, que hom creu que és un dels antics aliats de Lord Voldemort.
El llibre va ser publicat al Regne Unit el 8 de juliol de 1999 per Bloomsbury i als Estats Units el 8 de setembre de 1999 per Scholastic, Inc. El llibre va ser traduït per Laura Escorihuela i publicat el 2000 per l'editorial Empúries. A diferència de Harry Potter i la cambra secreta, Rowling va trobar el llibre fàcil d'escriure i el va acabar només un any després que comencés a escriure'l. El llibre va vendre 68.000 còpies en només tres dies després de la seva publicació al Regne Unit i des de llavors n'ha venut més de tres milions al país. El llibre va guanyar el Whitbread Children's Book Award de 1999, el Bram Stoker Award i el Locus Award de 2000 a la millor novel·la fantàstica i va ser seleccionat per a altres premis, inclòs l'Hugo.
L'adaptació cinematogràfica de la novel·la es va estrenar el 2004, dirigida per Alfonso Cuarón, va recaptar més de 796 milions de dòlars i va obtenir elogis de la crítica. La pel·lícula va ser doblada al català el mateix any. Videojocs basats lliurement en Harry Potter i el pres d'Azkaban també es van llançar per a diverses plataformes, i la majoria va obtenir crítiques favorables.

## Argument
Harry Potter, amb tretze anys, passa un altre estiu infeliç a casa dels seus oncles Dursley. Després que la tia Margel'insultés a ell i els seus pares difunts, en Harry s'enfada i accidentalment l'infla. Tement l'expulsió de Hogwarts, fuig. En un carrer fosc, un gran gos negre mira en Harry. Sorprès, ensopega cap enrere i fa que la seva vareta emeti espurnes. De sobte, arriba davant seu el Nitrèpid Bus, un bus per bruixots. En Harry va cap a la ronda d'Alla on, davant de La Marmita Foradada troba en Cornelius Fudge, el conseller d'Afers Màgics, que l'està esperant. En Harry no és expulsat, però li demana que es quedi a la ronda d'Alla fins que comenci l'escola. Mentre és allà, en Harry es retroba amb els seus millors amics, en Ron Weasley i l'Hermione Granger. L'Arthur Weasley, el pare d'en Ron, l'adverteix sobre el bruixot Sirius Black, un assassí que s'ha escapat de la presó d'Azkaban i que hom creu que persegueix en Harry.
Els demèntors, els carcellers d'Azkaban, pugen al tren Hogwarts Express. Quan un s'acosta a en Harry, reviu la mort dels seus pares i després es desmaia. El nou professor de Defensa contra les Forces del Mal, Remus Llopin, allunya la criatura amb un Patronus. A Hogwarts, el professor Albus Dumbledore anuncia que els demèntors estan patrullant el recinte de l'escola per caçar en Black.
A la classe de Futurologia, la professora Sibil·la Trelawney diu que la forma en forma de gos a les fulles de te d'en Harry és el Lúgubre, un presagi de mort espectral. Més tard prediu que el servent de Voldemort tornarà aviat. Durant un partit de quidditch, en Harry veu un gos negre prop del camp, després es desmaia i cau de la seva escombra quan s'acosten els dementors. En Harry està il·lès, però el pi cabralla destrueix la seva Nimbus 2000. Després, el professor Llopin li ensenya l'encanteri Patronus per repel·lir els dementors.
En Fred i en George Weasley donen a en Harry el seu Mapa de Magatotis, un document màgic creat per quatre antics estudiants de Hogwarts conegut només com «Enllunat», «Forcat», «Cuapelada» i «Lladruc». El mapa mostra totes les persones a Hogwarts i set túnels secrets. En Harry, que no té permís dels tutors legals per a les sortides a l'escola, s'esquitlla al poble de Hogsmeade a través d'un dels passadissos secrets. Al bar del poble, Les Tres Escombres, sent en una conversa que en Sirius Black va trair els Potter a en Voldemort i va matar el seu amic Ben Babbaw. A més, Black és el padrí d'en Harry. El Black més tard entrarà a Hogwarts dues vegades, tot i que en Harry en sortirà il·lès.
Mentrestant, en Ron i l'Hermione es distansien perquè en Ron acusa el gat de la seva amiga, en Malifet, d'haver matat a la seva mascota desapareguda Scabbers. Quan en Harry rep com a regal anònim una escombra Raigdefoc, l'Hermione, tement que fos en Black qui l'enviés, ho explica a la professora McGonagall i aquesta la confisca per comprovar que no estigui encantada. En Ron i en Harry estan furiosos amb l'Hermione, que està molt atabalada pel fet de fer massa classes. Mentrestant, la Conselleria d'Afers Màgics ha ordenat que l'hipogrif d'en Hagrid, en Becbrau, sigui executat per haver ferit en Draco Malfoy, que va provocar deliberadament l'animal. En Harry, en Ron i l'Hermione sembla que escolten l'execució de Becbrau mentre surten de la cabana d'en Hagrid. Mentre era allà, l'Hermione va descobrir l'Scabbers amagats a dins. L'Scabbers s'escapa d'en Ron, que el persegueix.
Llavors, apareix el gos negre i arrossega en Ron cap a un túnel sota el pi cabralla. En Harry i l'Hermione els persegueixen fins a Ca l'Alfred, una casa abandonada als afores de Hogsmeade. El gos és Sirius Black, un animàgic no registrat. En Llopin entra de manera inesperada, ja que havia vist el nom d'en Ben Babbaw al Mapa de Magatotis i es va adonar que va ser ell, i no en Black, qui va trair els Potter. Hermione afirma que Llopin és un home llop i aquest ho admet. Com a estudiants, en Llopin («Enllunat»), en Black («Lladruc»), Babbaw («Cuapelada») i el pare d'en Harry, James Potter(«Forcat»), van crear el Mapa de Magatotis. Aquests tres últims es van convertir en animàgics en secret per domar en Llopin durant les seves transformacions en home llop. Llavors descobreixen que l'Scabbers és Babbaw en forma de rata. És el seguidor de Voldemort i va fingir la seva mort per tal d'acusar en Black de la seva traïció. En Black va escapar d'Azkaban després de descobrir que Babbaw era viu.
En Severus Snape arriba per detenir en Black. El seu rancor contra en Sirius Black i en James Potter per assetjar-lo a l'escola l'ha encegat. En Harry, en Ron i l'Hermione simultàniament fan l'Expuliarmus a l'Snape i el deixen inconscient. En Llopin i en Black estan a punt d'executar en Babbaw, però en Harry vol que l'enviïn a Azkaban. Quan surt la lluna plena, en Llopin es transforma en un home llop. Ha oblidat la poció que es pren que permet que un home llop es mantingui mans durant les transformacions. En Black, en la seva forma de gos, lluita contra ell i en Babbaw aprofita per escapar-se mentre els dementors baixen sobre en Harry, l'Hermione i en Black. Una figura llunyana llança un poderós Patronus que aconsegueix dispersar els demèntors.
Els demèntors estan a punt de succionar l'ànima d'en Black. En Harry i a l'Hermione salven en Black en i Becbrau retrocedint en el temps amb el giratemps de l'Hermione, un dispositiu de la Conselleria que utilitza per assistir a diverses classes alhora. Rescaten en Becbrau i veuen que els dementors els ataquen a ells mateixos. En Harry llança un Patronusen forma de cérvol que aconsegueix dispersar els demèntors. En Harry i l'Hermione munten el Becbrau fins a la torre i alliberen en Black, que s'escapa a sobre del Becbrau.
L'Snape, enfurismat per la fugida d'en Sirius Black, escampa intencionadament que en Llopin és un home llop i força la seva dimissió. Finalment, en Black escriu a en Harry i li diu que va aser ell qui va enviar la Raigdefoc i que com a tutor legal, li dona permís per anar a les excursions escolars.

## Publicació i recepció

### Abans del llançament
Harry Potter i el pres d'Azkaban és el tercer llibre de la sèrie Harry Potter. El primer, Harry Potter i la pedra filosofal, va ser publicat per Bloomsbury el 26 de juny de 1997 i el segon, Harry Potter i la cambra secreta, es va publicar el 2 de juliol de 1998. Rowling va començar a escriure El pres d'Azkaban l'endemà d'haver acabat La cambra secreta. A diferència de Harry Potter i la cambra secreta, Rowling va trobar el llibre fàcil d'escriure i el va acabar només un any després que comencés a escriure'l. L'aspecte preferit de Rowling d'aquest llibre va ser presentar el personatge Remus Llopin. A més, Rowling va dir el 2004 que el pres d'Azkaban va ser «la millor experiència d'escriptura que he tingut mai… Estava en un lloc molt còmode escrivint (el número) tres. Les preocupacions financeres immediates s'havien acabat i l'atenció de la premsa encara no era de cap manera excessiva».

### Recepció crítica
Gregory Maguire va escriure una ressenya a The New York Times per a El pres d'Azkaban que en deia: «Fins ara, pel que fa a la trama, els llibres no fan res de nou, però ho fan de manera brillant… fins ara, molt bé». En una ressenya del The New York Times, es va dir que «El pres d'Azkaban pot ser el millor llibre de Harry Potter fins ara». Un crític de KidsReads en va dir: «Aquesta fantasia de ritme ràpid us deixarà amb gana dels quatre altres llibres de Harry Potter en què està treballant J. K. Rowling. El tercer any d'en Harry és fascinant. No t'ho perdis.» Erin Morgenstern en va dir que és un llibre amb «un clímax que fa bategar el pols […] Els personatges principals i la història contínua surten es desemvolupen amb tanta intel·ligència […] que el llibre sembla més curt per les pàgines que té». Martha V. Parravano també en va fer una crítica positiva a The Horn Book Magazine, qualificant-la de «molt bon llibre». A més, una ressenya de Publishers Weekly va dir: «L'enginy de Rowling mai no s'esgavella, ja sigui construint el funcionament del món dels mags… o llançant acudits ràpids… L'encanteri d'en Potter es manté fort.»
No obstant això, Anthony Holden, que va ser un dels jutges que es va manifestar en de El pres d'Azkaban pel premi Whitbread, va ser negatiu sobre el llibre dient que els personatges són «tots en blanc i negre», i que «les històries són previsibles, el suspens mínim, el sentimentalisme empalatant cada pàgina.»
El 2012 va ocupar el dotzè d'una llista de les cent millors novel·les infantils publicades per School Library Journal.

### Premis
Harry Potter i el pres d'Azkaban van guanyar diversos premis, inclòs el premi Booklist Editors' Choice Award de 1999, el Premi Bram Stoker de 1999 a la millor obra per a joves lectors, el Premi FCBG de llibre infantil de 1999, el Whitbread Book of the Year per a llibres infantils i el Premi Locus 2000 a la millor novel·la fantàstica. També va ser nominada al premi Hugo 2000 a la millor novel·la, la primera de la sèrie nominada, però va perdre davant de A Deepness in the Sky. El pres d'Azkaban també va guanyar el 2004 l'Indian Paintbrush Book Award i el 2004 Colorado Blue Spruce Young Adult Book Award. A més, l'any 2000 va ser nomenat Llibre Infantil Notable de l'Associació Americana de Biblioteques, així com un dels seus millors llibres per a adults joves. Igual que amb els dos llibres anteriors de la sèrie, El pres d'Azkaban va guanyar la medalla d'or del Nestlé Smarties Book Prize per a nens d'entre 9 i 11 anys i va ocupar el primer lloc de la llista dels més venuts del New York Times. En tots dos casos, va ser l'últim de la sèrie a fer-ho. Tanmateix, en aquest últim cas, es va crear una llista de més venuts per a nens just abans de l'estrena de Harry Potter i el calze de foc el juliol de 2000 per tal d'alliberar més espai a la llista original. El 2003, la novel·la es va classificar al vint-i-quatrè lloc de l'enquesta de la BBC The Big Read.

### Vendes
El pres d'Azkaban va vendre més de 68.000 còpies al Regne Unit als tres dies posteriors a la publicació, fet que el va convertir en el llibre britànic més venut de l'època El total de vendes per al 2012 segons The Guardian va ser de 3.377.906 còpies.

## Edicions
Harry Potter i el pres d'Azkaban es va estrenar en tapa dura al Regne Unit el 8 de juliol de 1999 i als Estats Units el 8 de setembre. L'edició de rústica britànica es va publicar el 1r d'abril de 2000, mentre que la rústica nord-americana es va publicar el 1r d'octubre de 2001. L'any 2000 l'editorial Empúries va publicar la traducció al català feta per Laura Escorihuela.
Bloomsbury també va llançar una edició per a adults amb un disseny de portada diferent a l'original i enquadernació rústica el 10 de juliol de 2004 i en tapa dura l'octubre de 2004. Una edició especial de tapa dura, amb una vora verda i una signatura, es va publicar el 8 de juliol de 1999. El maig de 2004, Bloomsbury va llançar una edició celebrativa, amb una vora blava i violeta. El 1r de novembre de 2010 van llançar l'edició Signature del 10è aniversari il·lustrada per Clare Mellinsky i el juliol de 2013 una nova portada per a adults il·lustrada per Andrew Davidson, totes dues van ser dissenyades per Webb & Webb Design Limited.
A partir del 27 d'agost de 2013, Scholastic llançarà noves portades per a les edicions de butxaca de Harry Potter als Estats Units per celebrar els 15 anys de la sèrie. Les portades van ser dissenyades per l'autor i il·lustrador Kazu Kibuishi. Es va publicar una versió il·lustrada de Harry Potter i el pres d'Azkaban el 3 d'octubre de 2017 que va ser il·lustrada per Jim Kay que il·lustra les dues entregas anteriors. Aquest inclou més de 115 il·lustracions noves.
El 2021 amb motiu del vintè aniversari de la publicació Harry Potter i la pedra filosofal, Bloomsbury va publicar una edició commemorativa dissenyada per Levi Pinfold, en què cada llibre de la sèrie ha estat redissenyada per a cada una de les quatre cases de Hogwarts. L'editorial Empúries també va publicar una edició commemorativa per a la traducció en català de la saga amb enquadernació rústica i quatre dissenys diferents per a cada llibre, corresponents a cadascuna de els cases de l'escola de bruixeria.

## Adaptacions

### Pel·lícula
La versió cinematogràfica de Harry Potter i el pres d'Azkaban es va estrenar l'any 2004 i va ser dirigida per Alfonso Cuarón a partir d'un guió de Steve Kloves. La pel·lícula va debutar al número u de taquilla i va ocupar aquesta posició durant dues setmanes. Va guanyar un total de 796,7 milions de dòlars a tot el món, un fet que la va convertir en la segona pel·lícula més taquillera del 2004 darrere de Shrek 2. No obstant això, entre les vuit entrades de la franquícia de Harry Potter i el pres d'Azkaban va obtenir la més baixa. No obstant això, entre els crítics i els seguidors, la pel·lícula és sovint citada com la millor de la franquícia, en gran part a causa de la influència estilística de Cuarón. La pel·lícula ocupa el lloc 471è a la llista de 2008 de la revista Empire de les 500 pel·lícules més importants de la història. La pel·lícula va ser doblada al català el mateix any per l'estudi Sonoblok sota la direcció de Quim Roca i la traducció de Lluís Comes.

### Videojocs
El 2004, Electronic Arts va publicar tres videojocs a través de diferents desenvolupadors, basats lliurement en el llibre:
| Desenvolupador | Data de publicació | Plataforma        | Gènere                    | Classificació de jocs | Metacrític |
| -------------- | ------------------ | ----------------- | ------------------------- | --------------------- | ---------- |
| KnowWonder     | 25 de maig de 2004 | Microsoft Windows | Aventura / trencaclosques | 68,52%                | 67/100     |
| Griptonita     | 25 de maig de 2004 | Game Boy Advance  | Joc de rol                | 69,58%                | 69/100     |
| EA Regne Unit  | 29 de maig de 2004 | GameCube          | Acció-aventura            | 69,74%                | 67/100     |
| EA Regne Unit  | 29 de maig de 2004 | PlayStation 2     | Acció-aventura            | 72,59%                | 70/100     |
| EA Regne Unit  | 29 de maig de 2004 | Xbox              | Acció-aventura            | 68,39%                | 67/100     |